# A. Hamilton Rice

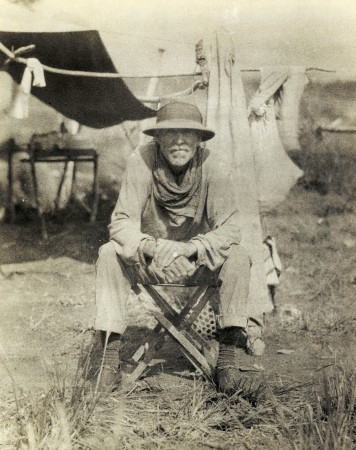
A. Hamilton Rice auf Feldforschung

Alexander Hamilton Rice (geb. 29. August 1875 in Boston, Massachusetts; gest. 21. Juli 1956 in Newport, Rhode Island) war ein US-amerikanischer Forschungsreisender, Geograph, Arzt und Abenteurer.

## Biografie
Rice wurde 1875 in Boston, Massachusetts, geboren. Er studierte an der Harvard University und promovierte 1904. Von 1901 bis 1956 war er Fellow der Royal Geographical Society (RGS), deren Vizepräsident er von 1930 bis 1933 war.
Alexander Hamilton Rice wurde vor allem durch seine Expeditionen in das nordwestliche Amazonasbecken bekannt und zu den Nebenflüssen des Rio Negro, 1924–1925. Zwischen 1907 und 1925 führte Rice sieben Expeditionen nach Südamerika durch und erforschte dabei riesige Gebiete des Amazonasbeckens. Während seiner letzten Expedition machte er aus einem Flugzeug Luftaufnahmen von großen Teilen des Amazonasbeckens, die als Grundlage für die Kartierung der Region dienten.
Rice gilt als der größte Amazonasforscher der ersten Hälfte des 20. Jahrhunderts.
Er war von 1929 bis 1952 Professor für Geographie an der Harvard University und war der Gründer und Direktor des Harvard University Institute of Geographical Exploration. Seine wichtigsten Publikationen erschienen im Geographical Journal der RGS.
Seine Frau Eleanor Elkins Rice (Widener), die Erbin und Philanthropin, stiftete in Erinnerung an ihren Sohn und ihren ersten Ehemann, die beide auf der Titanic umkamen, die Widener Library an Harvard.

## Publikationen (Auswahl)
- The River Vaupés, in: Geographical Journal, Juni 1910
- Quito to Iquitos by the River Napo, 1921
- The Rio Negro, the Casiquiare Canal, and the Upper Orinoco, September 1919–April 1920, in: Geographical Journal, vol. 58, 1921, S. 321–344. in Teilansicht
- Exploration en Guyane brésilienne. Rio Branco – Uraricuera – Parima. Paris, Paris, Société d’éditions géographiques, maritimes et coloniales, Coulommiers, Paris, impr. Brodard et Taupin; Paris 1937, Vorwort von Raoul Blanchard (frz. Übers. aus dem Geographical Journal, vol. 71, 1928) - Online verfügbar